# Mary Diana Dods
Pour les articles homonymes, voir Dods et David Lindsay.
Mary Diana Dods (1790–1830) est une écrivaine écossaise de livres, d'histoires et d'autres œuvres qui a adopté une identité masculine. La plupart de ses œuvres sont apparues sous le pseudonyme de David Lyndsay. Dans la vie privée, elle a utilisé le nom de Walter Sholto Douglas,. Cela peut avoir été en partie inspiré par le nom de son grand-père, Sholto Douglas, 15e comte de Morton. Elle était une amie proche et une confidente de Mary Shelley et a vécu une partie de sa vie en tant qu'époux d'Isabella Robinson. En 1980, la chercheuse Betty T. Bennett a révélé de manière sensationnelle que Dods avait interprété les deux identités masculines pour diverses raisons littéraires et personnelles.

## Enfance
Apparemment filles illégitimes de George Douglas, le 16e comte de Morton, Mary Diana Dods et sa sœur aînée Georgiana ont été élevées dans deux résidences, l'une étant Dalmahoy House, le siège du domaine écossais de son père, et l'autre à Londres.

## Éducation
Le succès des travaux publiés sous son pseudonyme masculin de David Lyndsay suggère que Dods avait reçu une éducation substantielle. L'éducation des femmes était meilleure en Écosse qu'en Angleterre au XIXe siècle, mais encore dérisoire. Tout au plus, les femmes apprenaient l'étiquette de base et l'entretien ménager auprès de gouvernantes embauchées. L'éducation de Mary est attribuée au système écossais des écoles paroissiales. Contrairement à l'Université d'Édimbourg, les écoles paroissiales éduquaient les deux sexes. Une autre théorie est que le père de Mary était assez riche pour fournir des tuteurs domestiques supplémentaires. Un autre détail à l'appui de la recherche de Bennett est une lettre de Lyndsay à son éditeur réclamant une éducation sous les "meilleurs maîtres".

## Travaux
Certains de ses drames sont apparus dans le Blackwood's Magazine, tout comme plusieurs de ses histoires, qui ont été considérées comme "tout à fait dans la veine des contes orientaux de Byron". Dods, communiquant sous le nom de Lyndsay, a admis admirer Byron pour son écriture, mais a catégoriquement nié avoir plagié son travail.
Lyndsay a fait au moins six contributions au Blackwood's Magazine. Ceux confirmés incluent "The Death of Isaiah - a Fragment", "Horae Gallicae. No. I. Raynouard's States of Blois", "The Mount of Olives, The Plague of Darkness, The Last Plague", "The Ring and the Stream" et "Vigil of St. Mark". Un autre ouvrage clé est Dramas of the Ancient World, écrit à l'invitation de William Blackwood, qui parut en 1822 sous le nom de David Lyndsay. Tales of the Wild and the Wonderful (1826, Littel) a également été publié sous un pseudonyme, avec le soutien de l'amie proche de Lyndsay, Mary Shelley. Cela a contribué à la vulgarisation alors actuelle des contes de fées allemands.
Dods, en tant que David Lyndsay, s'est élevée de son vivant dans les cercles littéraires supérieurs d'Angleterre et de France. Elle semble avoir connu le général Lafayette, Lord Byron et Frances Wright. Elle expliqua son utilisation de pseudonymes à son père dans une lettre du 26 juin 1822 : « J'écris parfois, environ une fois par trimestre, une critique sur un travail populaire pour les critiques, tout ce qui se trouve être la mode, pour lequel je suis estimé comme l'un des plus intelligents et des plus vifs de cette race de vipères. Je suis assez bien payé, dix guinées par feuille, mais pas sous mon propre nom. Je n'ose pas reconnaître le fait de peur que les auteurs en colère dont je suis obligé de mutiler les œuvres dans le cadre de ma vocation ne retournent le compliment et ne me mutilent en retour."
Écrire en tant qu'auteur ostensiblement masculin au début du XIXe siècle a donné à Dods une liberté inestimable. En tant que jeune femme, son riche père avait souvent ignoré ses demandes d'argent - sa sœur Georgiana recevait généralement une somme plus importante et plus souvent. Cela montre que le père de Mary ne faisait pas confiance à sa responsabilité financière de la même manière qu'à celle de sa sœur, une limitation qui maintenait les deux jeunes femmes dans une dette perpétuelle. Les reçus de dette et les factures, cependant, fournissent de nombreuses preuves pour la recherche sur Mary en relation avec ses fausses personnalités - Lyndsay et Douglas,. Écrivant comme Lyndsay, Mary a développé son ingéniosité littéraire et a évité les contraintes de travailler dans le rôle plus socialement acceptable d'une gouvernante. Grâce à ses écrits, elle a commencé à atteindre les cercles littéraires de Lord Byron et de Mary Shelley. Les lettres de Mary Shelley, au centre des recherches de Bennett, révèlent des détails sur les identités masculines adoptées par Dods dans sa vie et sa carrière.

## Identité
Le pseudonyme original de Dods était David Lyndsay, dans le but de subvenir à ses besoins en tant qu'écrivain tout en vivant avec sa sœur Georgiana Carter. Le mari de Carter est décédé peu après leur mariage et les sœurs ont vécu ensemble à Londres. En août 1821, la première de nombreuses lettres parut entre Lyndsay et l'éditeur du Blackwood's Magazine, William Blackwood. En tant que Lyndsay, Dods a reçu des critiques et des éloges pour son travail publié dans le magazine. Elle a été reconnue comme une bonne écrivaine bien lue par les critiques du magazine. En 1822, des lettres commencèrent à faire mention d'une maladie du foie qui occupait Lyndsay et empêchait son travail d'être achevé à temps.
Ces correspondances révèlent quelques détails biographiques. Dods, écrivant sous le nom de Lyndsay, raconte des détails tels que son héritage écossais, ses prouesses linguistiques et le fait qu'elle est une bonne critique de la performance théâtrale. Le lien entre Dods et son personnage masculin est clair : Dods était considérée comme douée linguistiquement dans ses sphères sociales et parlant couramment le français, l'allemand, l'italien, le latin et l'espagnol. D'autres petits détails soutiennent la relation; Dods et Lyndsay dans des lettres séparées racontent une relation difficile et exigeante avec leur père,.

### Deuxième identité
Dods a également vécu sous l'identité masculine d'un diplomate et érudit qu'elle a nommé Walter Sholto Douglas, apparemment l'épouse d'une certaine Isabella Robinson et une amie de Mary Shelley. Le mariage a été concocté en partie comme un voile pour la grossesse illégitime de Robinson. Lorsque l'enfant est né, Dods et Robinson ont nommé la petite fille Adeline Douglas. Lorsqu'elle a épousé Henry Drummond Wolff en 1853, Adeline a cité son défunt père comme "Walter Sholto Douglas". La correspondance entre Dods et Jane Williams au milieu des années 1820 suggère qu'ils avaient eux aussi des relations étroites.
En 1827, Shelley aida Dods et Robinson à obtenir de faux passeports leur permettant de se rendre à Paris en tant que M. et Mme Douglas. La description de Douglas pour le passeport parle de "lui" comme court avec des cheveux noirs bouclés et des yeux noirs. Dans un livre d'Eliza Rennie, biographe de Mary Shelley, Dods est décrite de la même manière : "Des yeux noirs très vifs et perçants, un teint extrêmement pâle et malsain... sa silhouette était courte... (Les cheveux de Dods) coupés, bouclés, courts et épais",. Rennie ajoute qu'à première vue, Dods apparaît comme "quelqu'un du genre masculin".
Cependant, ces similitudes soutiennent plutôt qu'elles ne prouvent l'identité. Dans une autre section de son livre sur Shelley, Rennie écrit : « 'Miss Dods' était un pseudonyme pour M. ---. » Cela confirme fortement que Rennie connaissait les identités alternatives de Dods.
Les lettres entre Mary Shelley et des connaissances littéraires suggèrent des vérités similaires sur l'identité de Dods. Parce que Shelley correspondait à la fois avec Lyndsay et Dods, la similitude évidente de leur écriture confirme leur identité en tant qu'écrivain unique. Un indice vient d'une lettre que Shelley a écrite avec un grand espace vide indiquant à l'origine aux critiques qu'elle avait simplement interrompu une phrase et en avait commencé une autre. Cependant, la phrase est continue et déclare: "Priez consoler mon cher Doddy pour [espace vide], elle est très triste et a des raisons de l'être". En lisant le reste des lettres de Shelley et Lyndsay avec le recul, et d'autres lettres à des amis littéraires, Bennett confirme l'identité féminine de Douglas et de Lyndsay.

### Pilosité faciale
Plus tard dans la vie, Dods a subi de nouvelles attaques de maladie du foie et d'autres maladies mentales et physiques non-nommées. Il n'y a aucune preuve claire quant à savoir si les relations entre Dods et Isabella étaient romantiques, mais ce n'est pas impossible. Le déclin du bien-être mental et physique de Dods a coïncidé avec la séparation d'Isabella pendant une période substantielle. Après une vie de luttes financières et de dettes, Douglas s'est retrouvé dans une prison pour débiteurs. Là-bas, elle a demandé à un ami de lui faire apporter une moustache, dans le style contemporain. Cela indique moins une préoccupation de maintenir l'identité masculine que le besoin de Dods d'en avoir une. Vivre en tant que femme n'avait pas fonctionné pour elle et elle subissait la ruine en tant qu'homme.
On pense que Dods est morte de ses maux entre novembre 1829 et novembre 1830, après plusieurs mois de prison.

## Héritage
Les histoires secrètes de Lady Adeline Douglas Wolff sur la façon dont le premier "mari" de sa mère Isabella Robinson a changé de sexe pour un gain littéraire et personnel auraient pu plaire à sa propre fille, l'auteur rebelle Adeline Georgiana Isabel Kingscote, qui a publié plusieurs de ses premiers romans sous le pseudonyme masculin Lucas Cleve.